# Port lotniczy Boundji
Port lotniczy Boundji – port lotniczy położony w Boundji, w Republice Konga.